# Pirámide de Senusret III

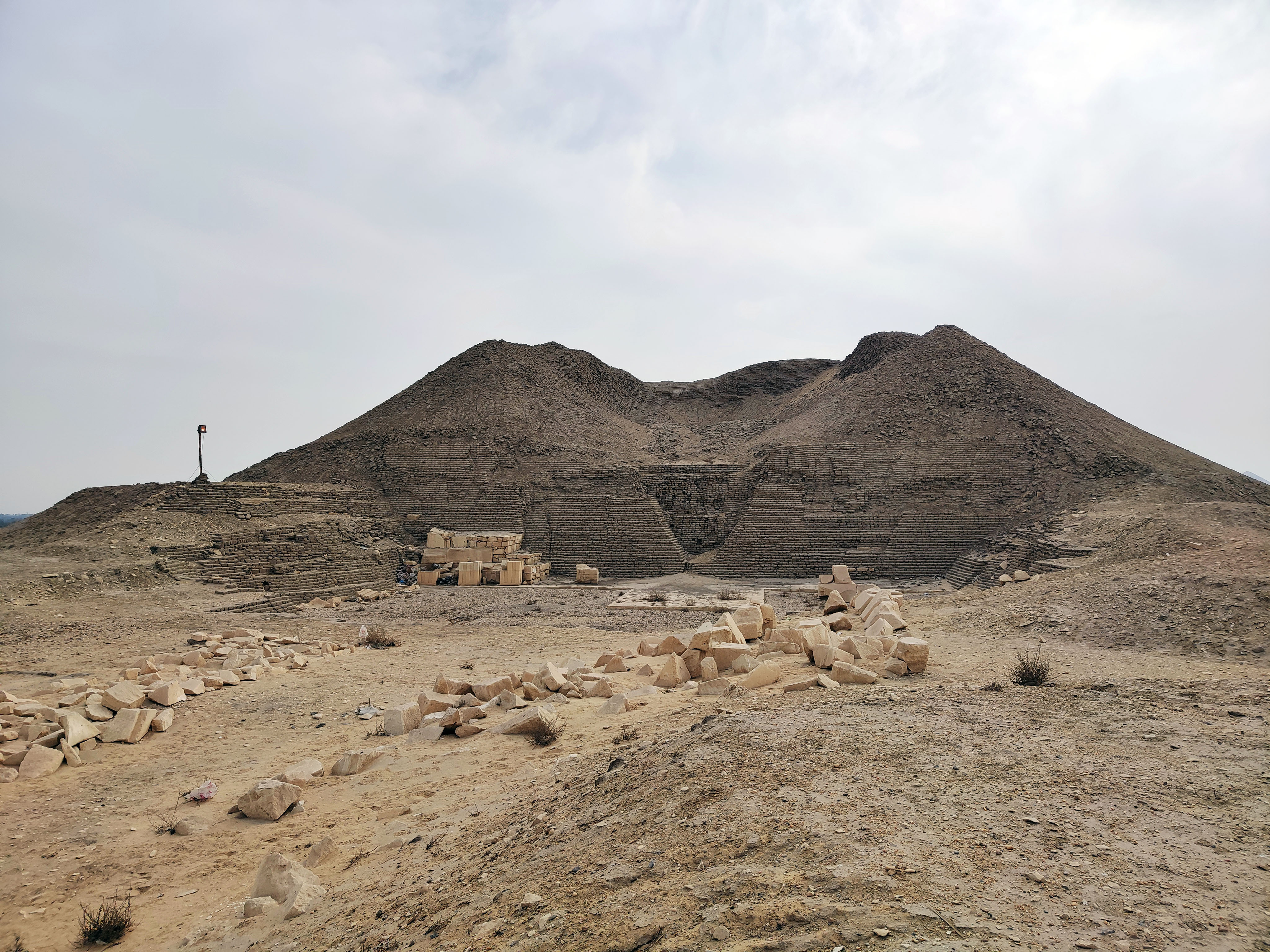
Pirámide de Senusret III en 2022.

La Pirámide de Senusret III (Lepsius XLVII) es una pirámide del Antiguo Egipto localizada en Dahshur y construida para el faraón Senusret III (Sesostris, en griego) de la XII Dinastía (siglo XIX a. C.).
La pirámide es la más septentrional de las de Dahshur, y se encuentra 1,5 km al nordeste de la Pirámide Roja de Seneferu. Fue levantada sobre un suelo nivelado, con 78 m de base y 105 m de altura; está compuesta por un núcleo de ladrillos de adobe cubierto con un revestimiento de caliza blanca de Tura que descansa sobre los cimientos. Fue excavada por primera vez en 1894 por el egiptólogo francés Jacques de Morgan, quien logró llegar a la cámara funeraria después de descubrir un túnel excavado por antiguos ladrones de tumbas. Una campaña más reciente fue dirigida por Dieter Arnold durante la década de 1990.

## Complejo de la pirámide

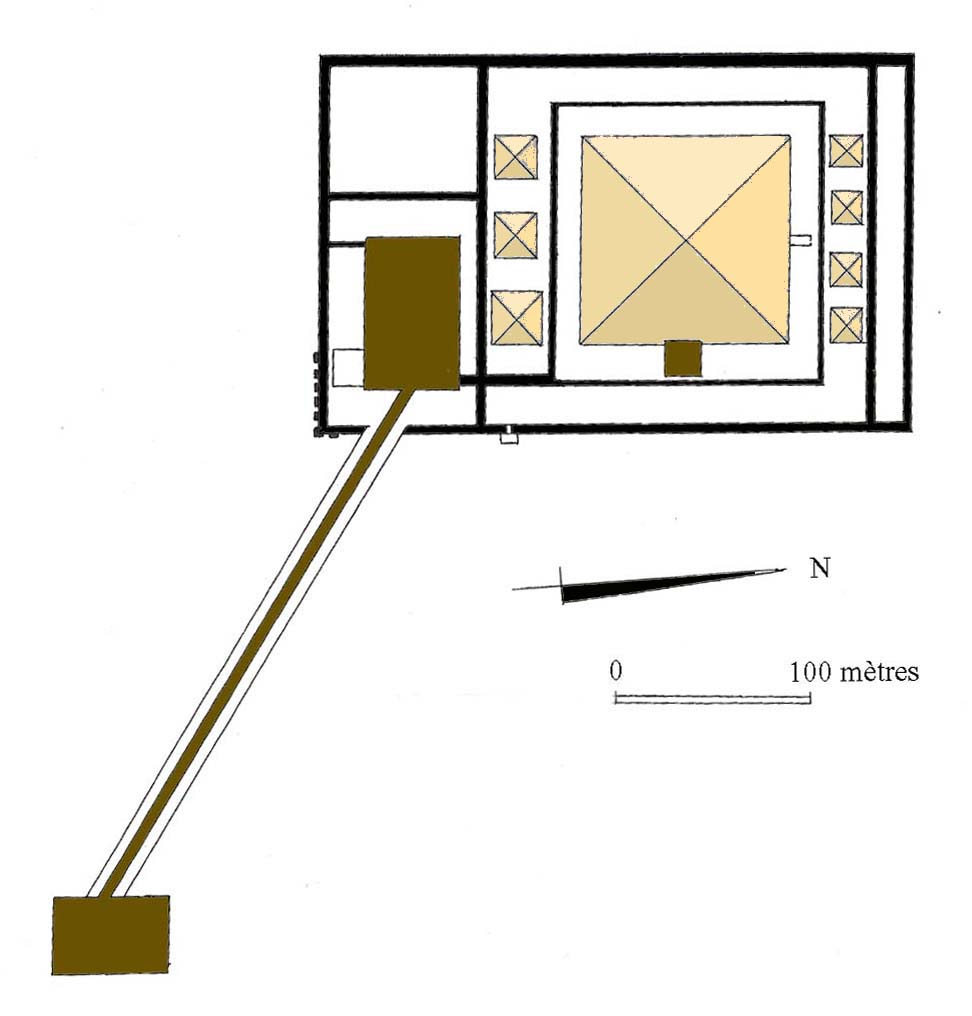
Mapa del complejo.

El proyecto original incluyó la pirámide principal junto con una capilla al norte y un pequeño templo funerario en el lado oriental, todo rodeado por un muro perimetral. Fuera de este recinto se encuentran siete tumbas pertenecientes a las reinas y princesas de Senusret, y este complejo está a su vez rodeado por un muro exterior; esta pared fue ampliada durante los trabajos para acomodar un gran templo en el lado sur y una calzada procesional. Los restos de seis barcas sagradas fueron desenterrados fuera del recinto exterior en el lado del sur.
El ahora demolido templo oriental era muy pequeño, quizás una señal del declive del culto funerario tradicional, como Arnold sugirió. En los relieves restantes fueron plasmadas escenas convencionales de ofrendas al entronizado Senusret III. El templo del sur probablemente fue demolido durante el Imperio Nuevo y según sus cimientos consistía en un patio columnado y una capilla interior. Del templo del valle no han quedado trazas.
Muchas tumbas de pozo pertenecientes a las mujeres reales fueron descubiertas en los lados norte y sur de la pirámide principal; se creyó que originalmente estos pozos estarían coronados por mastabas hasta que Arnold en 1997 demostró que pertenecían a los intrincados hipogeos de siete pirámides menores. Las exploraciones de las tumbas del norte condujeron al descubrimiento de los tesoros de las princesas Sithathor y Mereret (entre los objetos, los famosos pectorales con los nombres de Senusret II, Senusret III y Amenemhat III ahora exhibidos en el Museo Egipcio de El Cairo), así como los sarcófagos de las princesas Menet y Senetsenebtysy y de la reina Neferthenut. Entre las tumbas del sur, la más oriental fue descubierta en 1994 y su hipogeo condujo a una cámara funeraria localizada bajo la pirámide principal. Aquí, un sarcófago de granito fue encontrado, junto con algunos objetos mostrando el nombre de Khenemetneferhedjet Weret I, la madre de Senusret III.

## Hipogeo

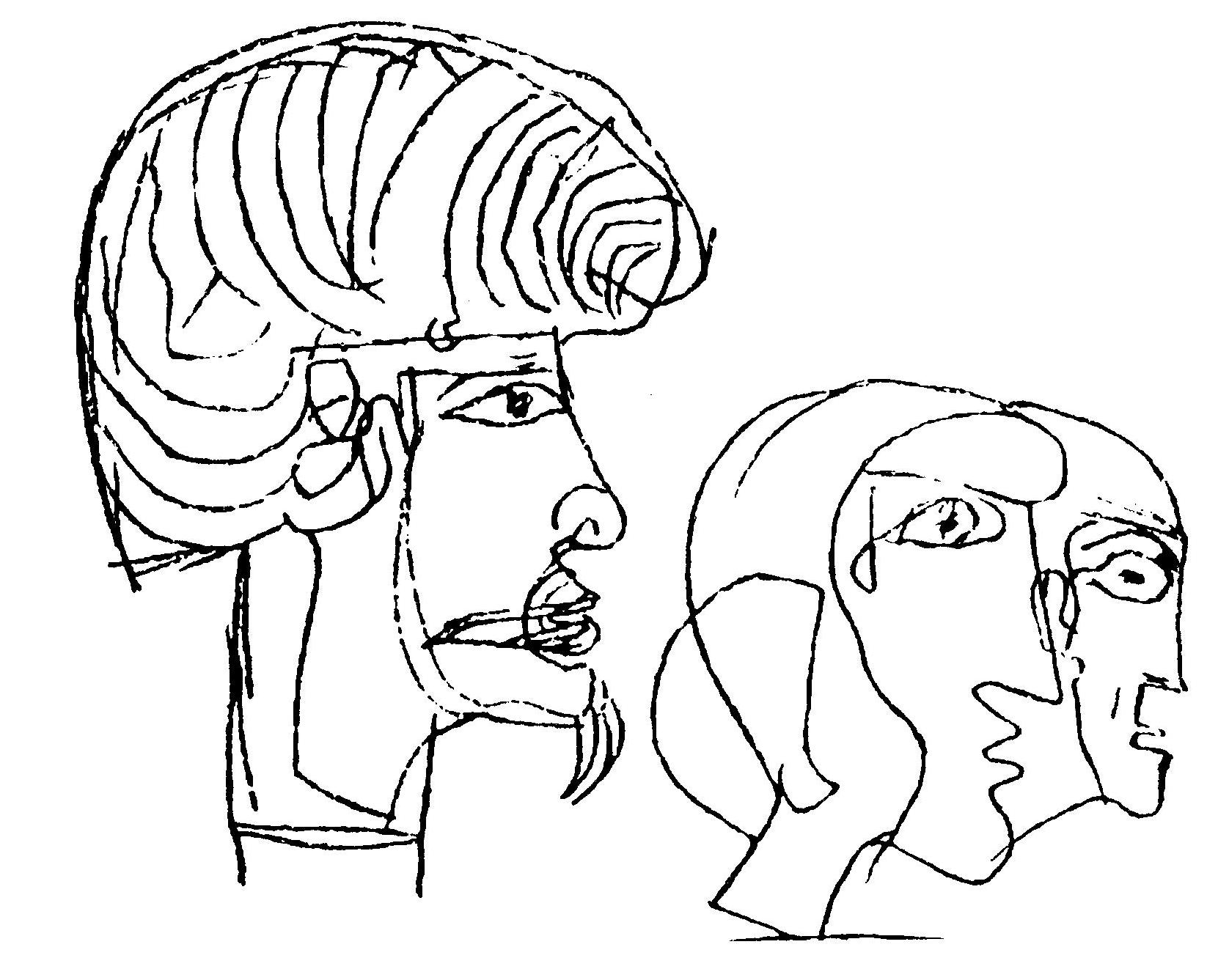
Grafiti del excavador de peinado llamativo.

De Morgan luchó durante meses por encontrar la entrada original; después de cavar varios túneles dirigidos hacia el centro del monumento, finalmente encontró el túnel de los ladrones. Uno de los pasajes incluía varios graffitis que eran bastante ajenos a los cánones egipcios, el más famoso entre ellos representa una cabeza humana con un llamativo peinado. De Morgan argumentó que los túneles y los grabados fueron hechos por ladrones de tumbas semitas durante la ocupación de los Hicsos. Desde los túneles excavados por los ladrones, de Morgan fue capaz de localizar la entrada original.

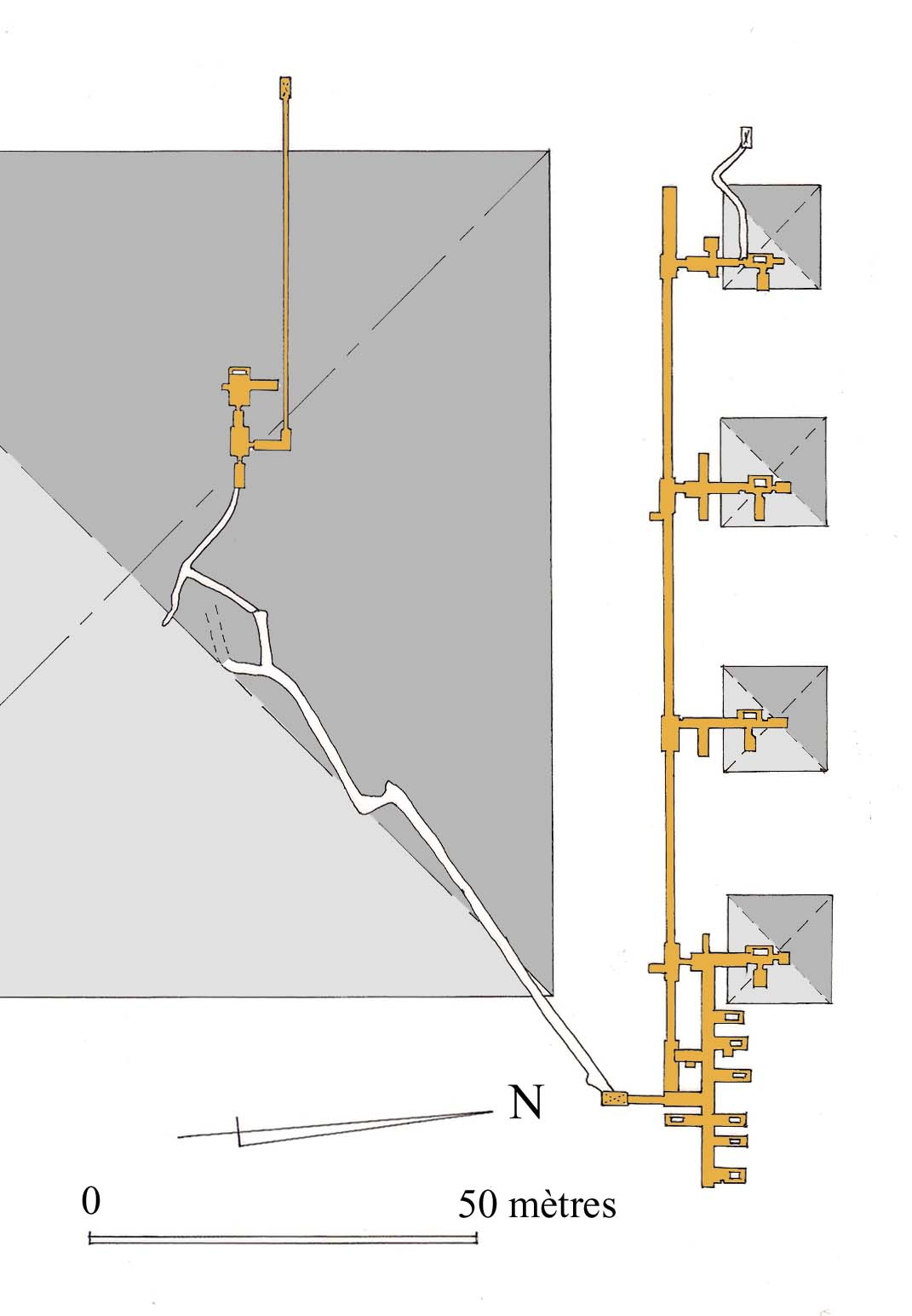
Hipogeos de la pirámide principal (izquierda) y de las cuatro pirámides menores del norte (derecha).

Desde la entrada, localizada en el lado occidental de la pirámide, un largo pasillo descendente conducía a una antecámara que conecta un almacén en la pared oeste con la cámara funeraria del rey en la pared este, esta última hecha en granito y provista de un sarcófago de granito en el lado occidental, y un nicho para la caja de canopes en el del sur. Las paredes de granito de la cámara estaban blanqueadas con yeso. Por encima de la cámara funeraria Arnold encontró tres bóvedas de descarga de granito (la inferior), caliza (la central) y ladrillos de adobe (la superior) que repartían el peso en las paredes de la cámara subyacente impidiendo un derrumbamiento del techo. En la desvalijada cámara funeraria del rey aún había alguna cerámica y una daga, mientras el sarcófago de granito estaba vacío. Es posible que Senusret III nunca fuera enterrado allí y que  pudiera haber preferido para su descanso final su tumba en Abidos, como sugiere la carencia de un sistema de bloqueos dentro de este hipogeo.